# Falkirk Wheel

animacja pracy Falkirk Wheel

Falkirk Wheel (pol. „diabelski młyn z Falkirk”) – podnośnia obrotowa, służąca do transportu jednostek pływających pomiędzy kanałem Forth and Clyde, a kanałem Union o różnicy poziomów 24 m. Nazwana od pobliskiej miejscowości Falkirk w centralnej Szkocji.
22 maja 2002 roku królowa Elżbieta II otworzyła obiekt w trakcie obchodów Złotego Jubileuszu swego panowania. Otwarcie odbyło się z miesięcznym opóźnieniem, spowodowanym przedwczesnym otwarciem śluz przez wandali.

## Zasada działania
Różnica poziomów pomiędzy dwiema taflami wody wynosi 24 m. „Diabelski młyn z Falkirk” zaprojektowany został przez brytyjskie przedsiębiorstwo Butterley Engineering. Średnica koła śluzy wynosi 35 m. Kształt ramion windy śluzy został zaprojektowany w nawiązaniu do kształtu celtyckiego dwuostrzowego topora – labrysa. Każde z dwóch równoległych ramion windy mieści obrotowo zamocowaną „gondolę” – dok o długości 25 m i pojemności 300 m³ wody, wyposażony w wodoszczelne wrota, do którego wpływa statek. Woda wraz ze statkiem łącznie waży 600 ton (wraz ze śluzowanymi jednostkami). Utrzymanie gondol – doków w poziomie podczas obrotu zapewnia przekładnia zębata. Windę zaprojektowano do pracy przy obciążeniu wiatrem do 13,8 m/s (≤ 6° B). Czas cyklu śluzowania wynosi ok. 15 min – obrotu o 180° 5½ min., szybciej niż pokonanie pochylni o podobnej różnicy poziomów. Napęd śluzy należy do wysoce ekonomicznych. Zastosowano przekładnię z instalacją hydrauliczną: silnik hydrauliczny uruchamiany pompą hydrauliczną napędzaną silnikiem elektrycznym o mocy 22,5 kW. Całkowite zużycie energii na 1 cykl śluzowania, tj. 4 min pracy silnika, potrzebnej do wprowadzenia w ruch koła śluzy wynosi 1,5 kWh.

## Zdjęcia

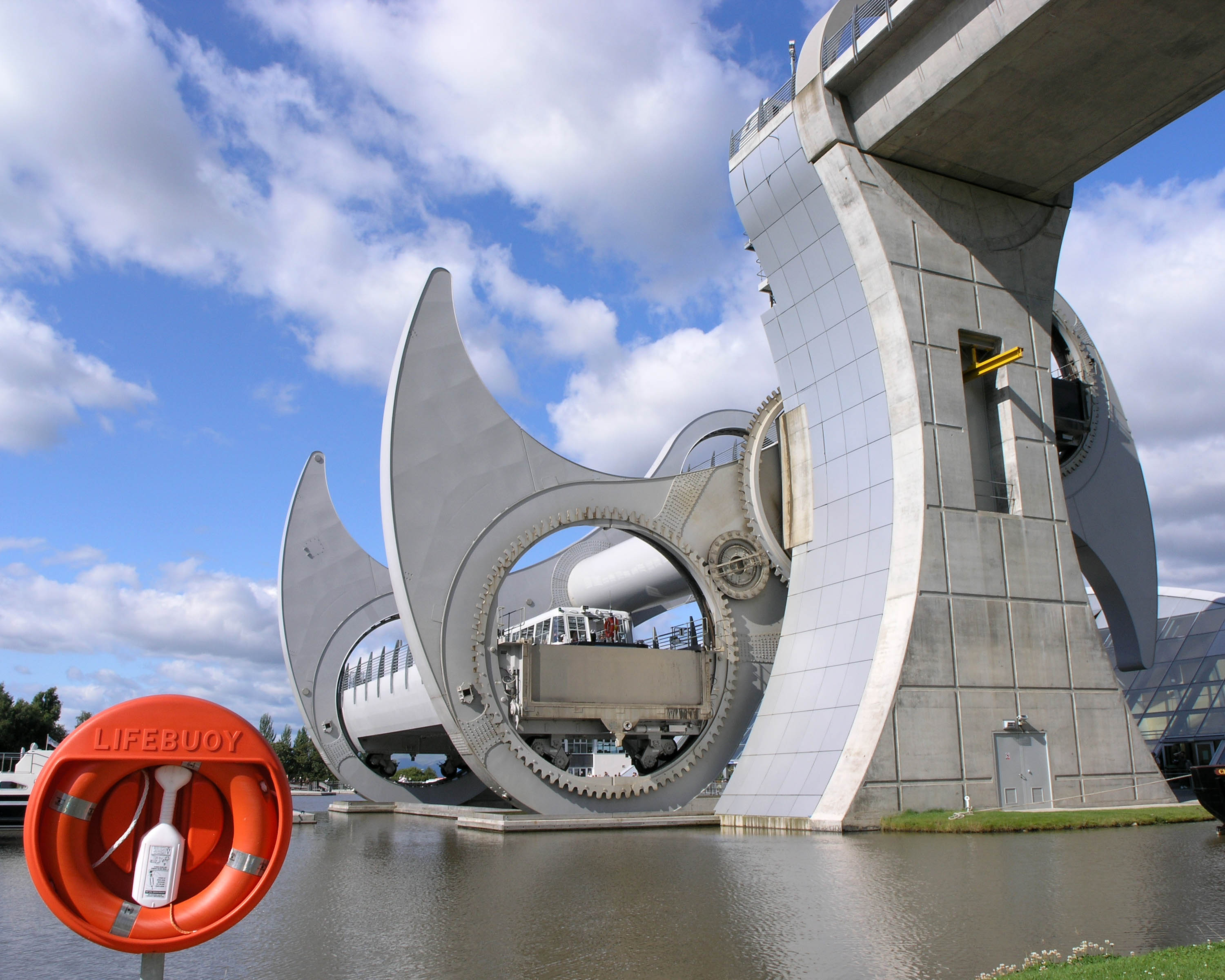
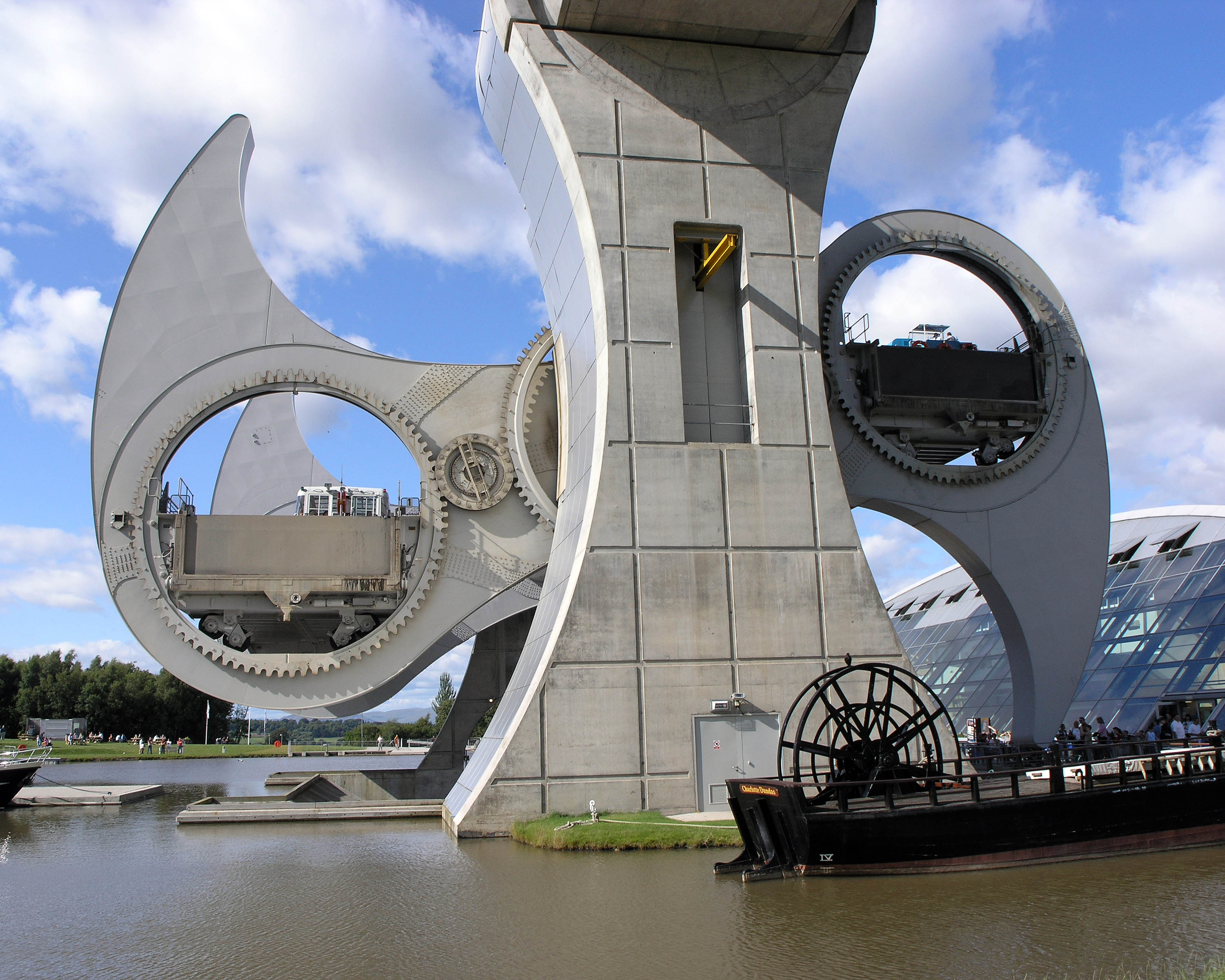
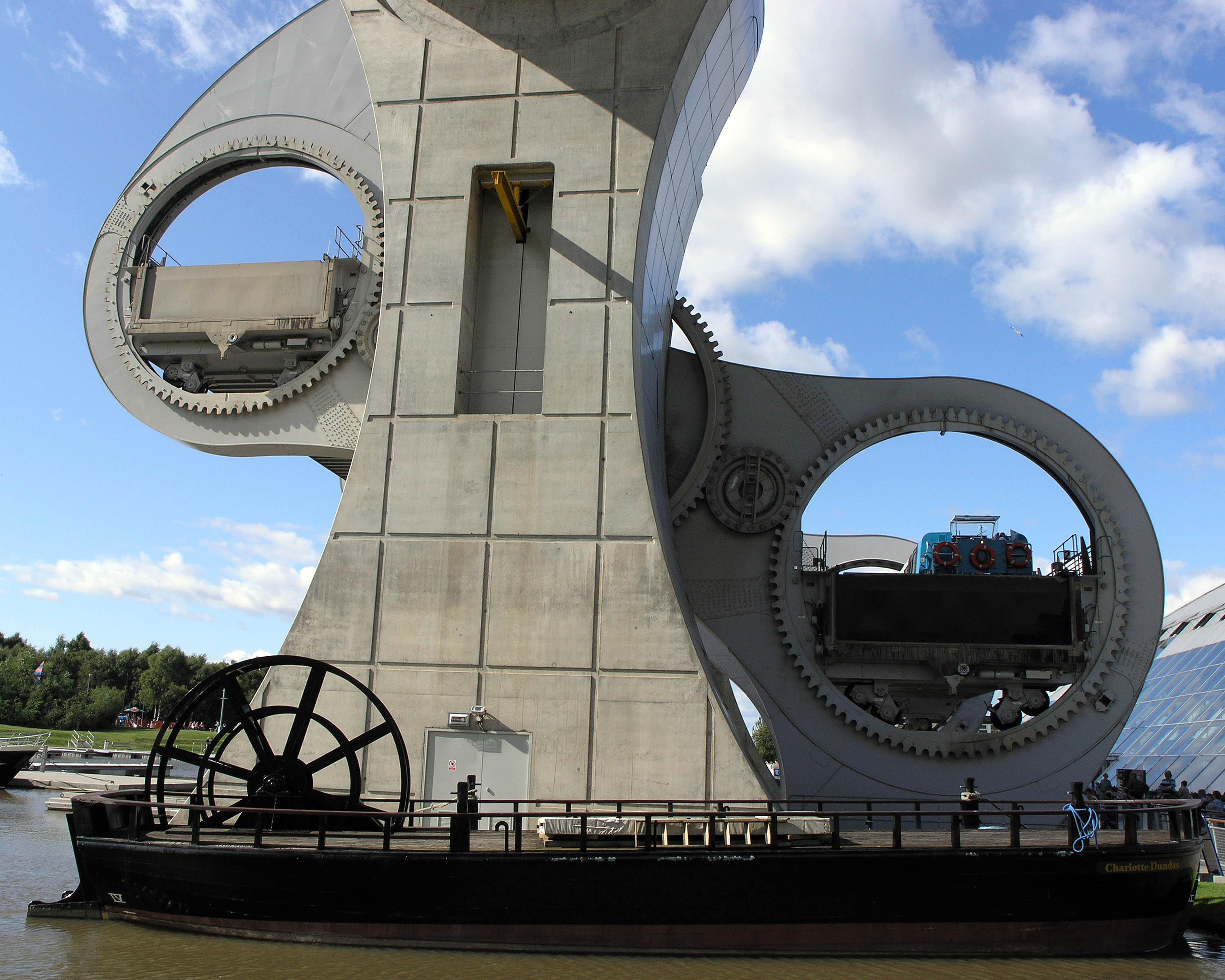
kolejne fazy obrotu Falkirk Wheel
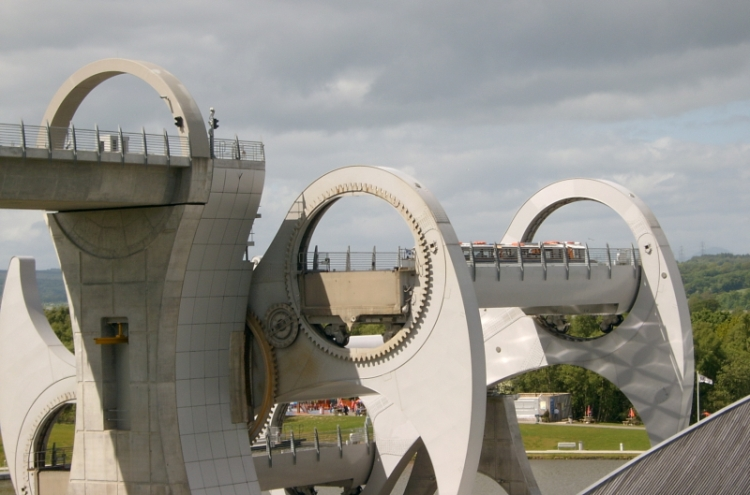
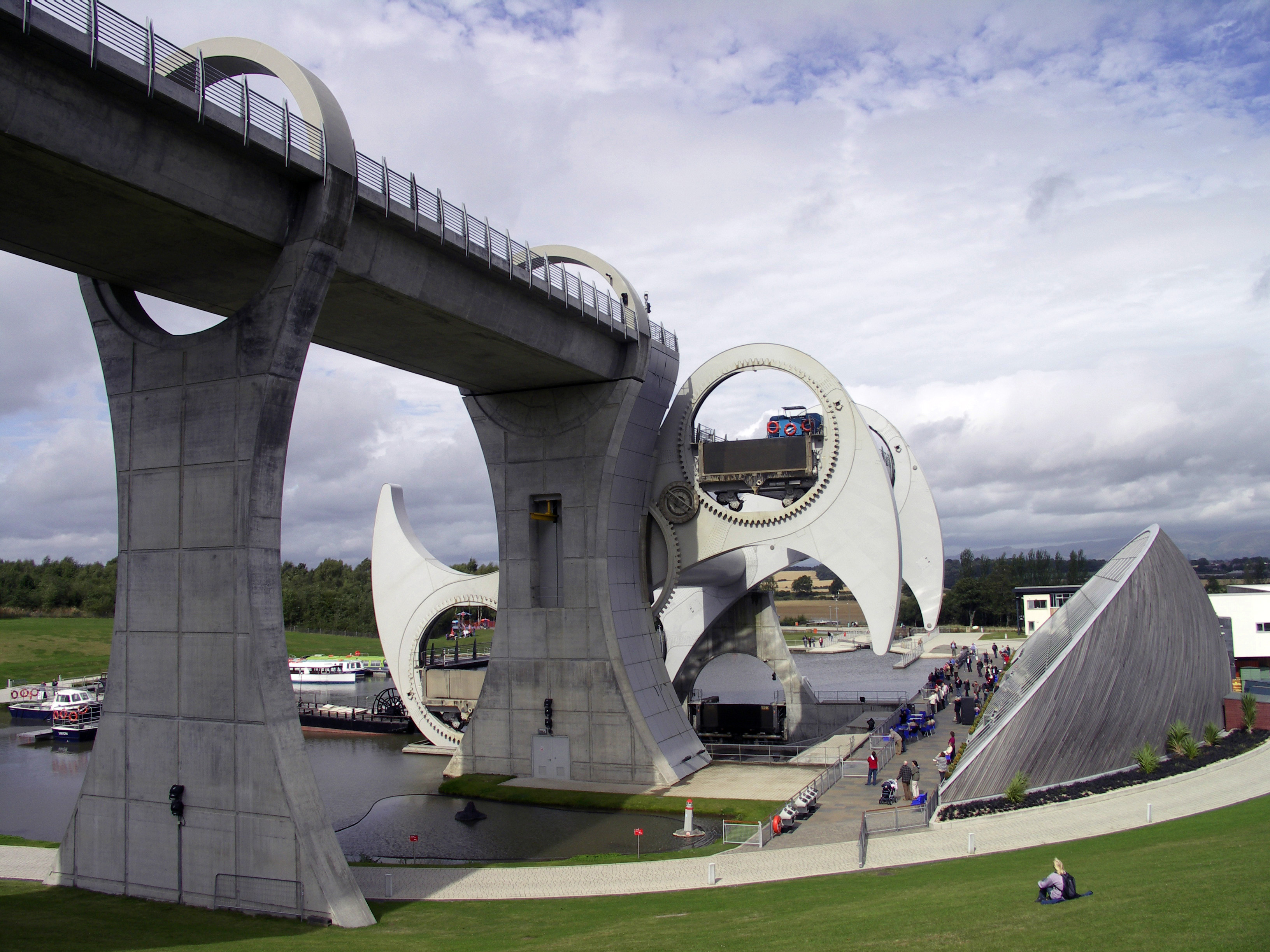
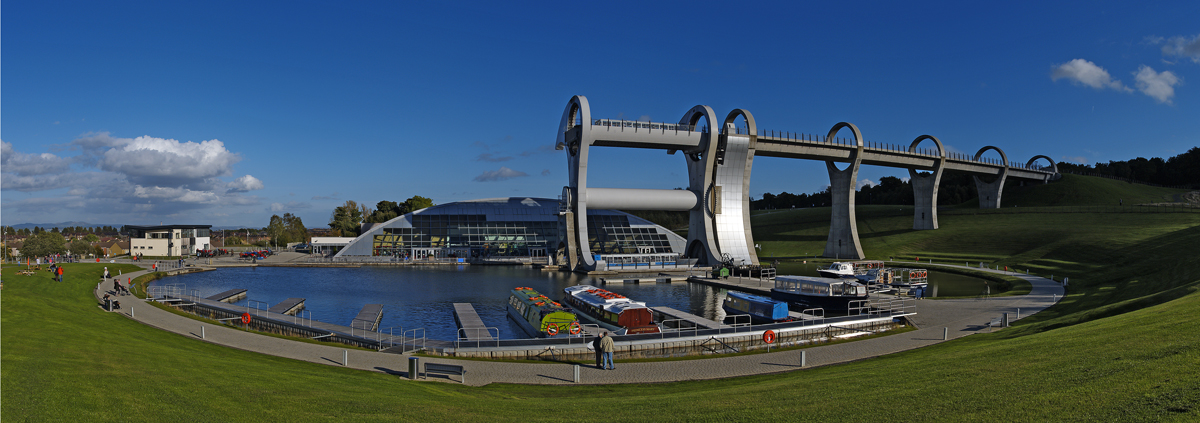
panorama Falkirk Wheel
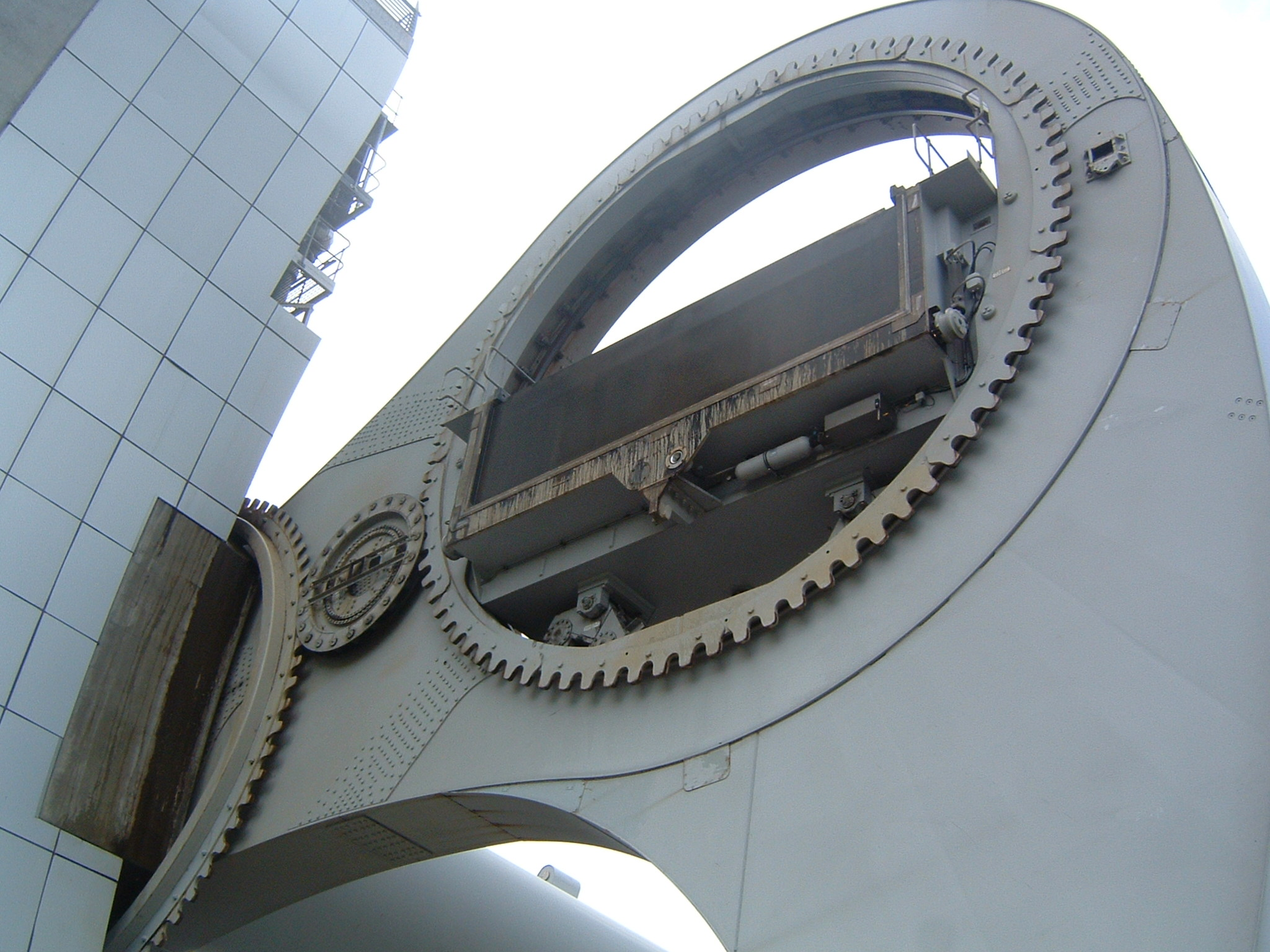
szczegóły mechanizmu przekładni obrotu gondoli – doku
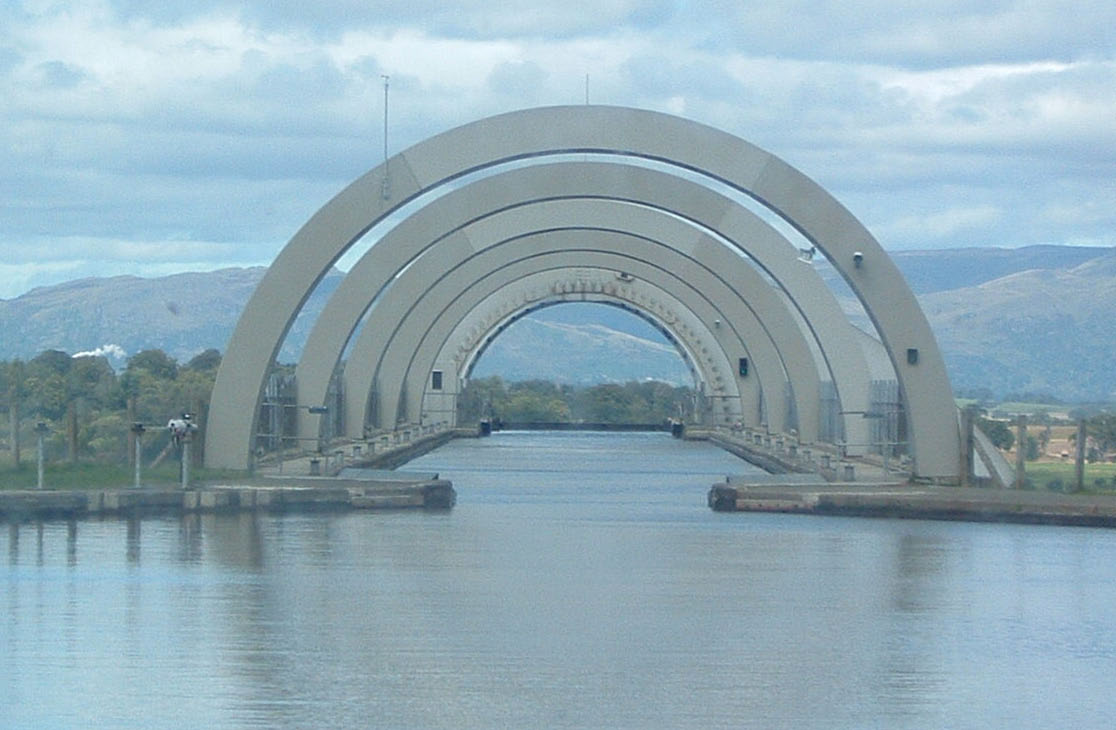
widok wejścia do gondoli – doku w górnym położeniu od strony wejścia do akweduktu